# Les Bouchetrous
Pour plus de détails, voir Fiche technique et Distribution.
Les Bouchetrous est un film d'animation américano-canadien-chinois réalisé par David Silverman et Raymond S. Persi et sorti en 2021.

## Synopsis
Les Bouchetrous sont d'étonnantes créatures poilues, aussi maladroites que joueuses, coulant des jours paisibles sur une île perdue depuis des millions d'années. Op et Ed se retrouvent par hasard transportés dans un voyage temporel des îles Galápagos en 1835 à Shanghaï aujourd'hui.

## Fiche technique
- Titre original : Extinct
- Réalisation : David Silverman et Raymond S. Persi
- Scénario : Joel H. Cohen, John Frink et Rob LaZebnik
- Décors :
- Costumes :
- Animation : Alaa Afifah, Prasanjib Nag et Jason Ryan
- Photographie :
- Montage : Steven Liu
- Casting : Linda Lamontagne
- Musique : Michael Giacchino
- Producteur : Joe M. Aguilar, Joel H. Cohen, John Frink, Yanming Jiang, Rob LaZebnik, Damien Simonklein et Zhonglei Wang
  - Producteur délégué : Bo An, Aaron Dem, Raymond Hau, Brenden Patrick Hill et Markus Manninen
  - Producteur codélégué : Yuwen Helen Jiang et Calvin Wu
  - Producteur associé : Helen M. Saric
- Sociétés de production : China Lion, HB Wink Animation, Huayi Brothers, Tolerable Entertainment et Cinesite
- Société de distribution : SND (France) et Timeless Films
- Pays d'origine :  États-Unis,  Canada et  Chine
- Langue originale : anglais
- Format : couleur
- Genre : Animation, aventure et comédie
- Durée : 84 minutes
- Dates de sortie :
  - Russie : 11 février 2021
  - France : 26 mai 2021
  - Chine: 15 octobre 2021
  - Canada: 15 octobre 2021
  - États-Unis: 15 octobre 2021
  - Israël: 29 octobre 2021
  - Japon: 1er novembre 2021

## Distribution

### Voix originales
- Adam DeVine : Ed
- Rachel Bloom : Op
- Zazie Beetz : Dottie
- Ken Jeong : Clarance
- Jim Jefferies : Burnie
- Catherine O'Hara : Alma
- Reggie Watts : Hoss
- Henry Winkler : Jepson
- Alex Borstein : Mali
- Benedict Wong : Dr. Chung
- Steve Aoki : Vinny
- Jason Hightower : le narrateur
- David Silverman : Cyclops

### Voix françaises
- Christophe Lemoine : Ed
- Laura Préjean : Op
- Karine Foviau : Dottie
- Gabriel Bismuth-Bienaimé : Clarance
- Lionel Tua : Jepson
- Jean-Baptiste Anoumon : Hoss
- Philippe Spiteri : Burnie
- Vanina Pradier : Mali
- Laëtitia Lefebvre : Alma
- Michel Dodane : Wally
- Marc Perez : Dr Chung
- Ludovic Baugin : Vinny
- Sacha Petronijevic : Darwin et son descendant
- Danièle Douet : Mme Chung
- Boris Rehlinger : le capitaine du bateau accompagnant Darwin et son descendant
- Alexis Victor : le bigorneau
- voix additionnelles : Angèle Humeau, Michel Prud'homme, François Hatt, Serge Faliu, Britt Pauwels, Pascal Casanova et Philippa Roche
- Version française :
  - Société de doublage : Éclair V&A
  - Direction artistique : Jérôme Pauwels et Paolo Domingo
  - Adaptation des dialogues : Maï Boiron

 Source et légende : version française (VF) sur RS Doublage